# 傑佛遜維爾 (紐約州)
傑佛遜維爾（英語：Jeffersonville）是位於美國紐約州沙利文縣的村。

## 人口
根據2020年美國人口普查的數據，傑佛遜維爾的面積為1.14平方千米，當中陸地面積為1.06平方千米，而水域面積為0.08平方千米。當地共有人口369人，而人口密度為每平方千米324人。